# 黃書恆
黃書恆（1966.2.5 - ）台灣註冊建築師、全球百大設計師、中國室內裝飾協會十大設計人物、台北玄武設計／上海丹鳳建築主持建築師、黃書恆建築師事務所創始人。畢業於台灣成功大學建築系，英國倫敦大學建築系碩士學位。作品涵高端居住空間、商業空間設計、公共展示空間、科技辦公空間設計、機械創研。
連續三年獲得英國安德魯馬丁（Andrew Martin）設計獎，是兩岸室內設計界活躍人物之一。 遠雄集團合作設計師，為遠雄集團系列造鎮計劃推手之一。推廣現代科技與東方哲學結合之東方文藝復興美學概念，應用於創發風格之產品設計。

## 獲獎紀錄
黃書恆於建築師職業生涯中獲得數個國際獎項，其中包含連續三年(2013、2014、2015)獲得英國 ANDREW MARTIN 全球百大設計師，中國室內裝飾協會2016中國室內設計十大年度人物，JCD日本商業空間大賞BEST100（金華苑售樓處）。

## 作品
- 《Sherwood Design黃書恆建築師 玄武設計雋品集》（2012年9月1日）[6]
- 《聽英倫：一位留學英國的建築師》（2013年5月16日）
- 《風雲起：黃書恆建築師 玄武設計雋品集》（2009年10月1日）

## 外部連結
1. ↑  http://imsherwood.com
2. ↑  .   [2023-06-09]. （原始内容存档于2023-06-09）.
3. ↑  . 網易家居. 2015-03-13  [2023-06-15]. （原始内容存档于2023-07-15）.[2014-07-19]（英文）
4. ↑  . 設計邦designboom. 2016-11-30  [2023-06-15]. （原始内容存档于2023-07-15）.[2014-07-19]（英文）
5. ↑  . A963. 2013-02-01.[][2014-07-19]（英文）
6. ↑  . 博客來. 2012-09-01  [2023-06-15]. （原始内容存档于2023-07-15）.[2014-07-19]（英文）